# 福岡市立城原小学校
福岡市立城原小学校（じょうのはるしょうがっこう）は、福岡県福岡市西区上山門1丁目にある公立小学校。

## 沿革
1982年に下山門小学校、西陵小学校から分離する形で開校。

### 年表
- 1982年（昭和57年）4月 - 市内128番目の学校として開校。

## 通学区域
- 福岡市西区のうち、以下の区域 [4]
  - 城の原団地 全域 　
  - 上山門 1丁目～3丁目 　
  - 拾六町 5丁目 　
  - 下山門 4丁目16番～19番

校区東側には十郎川が流れ、住宅地も増えてきている。南側の捨六町5丁目には農地が残っている。
中学校は西陵中学校の校区。

### 校区が隣接する小学校
- 福岡市立壱岐小学校
- 福岡市立石丸小学校
- 福岡市立下山門小学校
- 福岡市立西陵小学校

### 校区内の主な施設
- 城の原団地
- 熊野神社
- 和光保育園
- 下山門幼稚園
- 今宿新道